# Uomo, uomo, uomo
Uomo, uomo, uomo è un film documentario del 1977 diretto da Lionetto Fabbri e appartenente al genere mondo movie.

## Trama
Compilation di frammenti documentari sugli argomenti più disparati e scabrosi, raccolti in Africa, Asia ed Europa: dalle realtà urbane dei sex show, degli hippy, degli artisti di strada alla sanguinosa caccia alla balena, la pratica tribale dei flagellanti, gli esperimenti sugli animali, le corride.

## Distribuzione
Cominciato a girare nel 1974, ne viene annunciata la distribuzione italiana nel 1977, ma il film esce solo sul mercato di Hong Kong e Giappone nel 1979 col titolo Man, Man, Man e 人類狂気時代.
Nella versione giapponese il commento fuori campo è affidato a Kyoji Kobayashi e Takayuki Akutagawa.